# Гилип
Гилип (на старогръцки: Γύλιππος; на латински: Gylippos) е спартански военачалник, по времето на Пелопонеската война през 5 век пр.н.е. Той има решаваща роля при провала на атинската Сицилианска експедиция. Неговата роля е описана подробно от Тукидид.
Той е син на спартанеца Клеандрид и една Илотка(не се смята за пълноценен спартанец). През 415 пр.н.е. той е изпратен на помощ на обсадения от атиняните град Сиракуза и през пролетта на 414 пр.н.е. пристига с четири кораба в Химера, от където необезпокояван от атинския стратег Никий, тръгва за Сиракуза. Там той побеждава войските на Атина.